# كولن ألين
كولن ألين (بالإنجليزية: Colin Allen)‏ هو عازف جاز وكاتب أغاني وطبال وشاعر بريطاني، ولد في 9 مايو 1938 في بورنموث في المملكة المتحدة.

## وصلات خارجية
- كولن ألين على موقع ميوزك برينز (الإنجليزية)
- كولن ألين على موقع ديسكوغز (الإنجليزية)